# Lipov Pesak
Lipov Pesak is een plaats in de gemeente Generalski Stol in de Kroatische provincie Karlovac. De plaats telt 42 inwoners (2001).